# Farba wklęsłodrukowa
Farba wklęsłodrukowa to rodzaj farby drukowej stosowanej w poligraficznych maszynach drukujących w technice wklęsłodrukowej. Zasadniczym nośnikiem barwy tych farb są substancje barwiące – pigmenty i laki lub barwniki organiczne. Natomiast spoiwo stanowią rozpuszczalniki i polimery.

## Składniki farby wklęsłodrukowej i ich funkcje
- Rozpuszczalniki (alkohole, estry, glikole, ketony, woda) stanowią 50-75% zawartości farby. Rozpuszczają polimery.
- Polimery (akrylowe, celulozowe, poliamidowe) stanowią 8-15% zawartości farby. Decydują o adhezji, połysku, odporności chemicznej i mechanicznej farby.
- Substancje barwiące (pigmenty organiczne, nieorganiczne, barwniki organiczne) stanową 8-15% zawartości farby. Są nośnikiem barwy farby.
- Dodatki stanowią 3-5% zawartości farby. Modyfikują cechy farby lub decydują o jej nowych cechach: reaologia, adhezja, odporność mechaniczna.

Skład farby wklęsłodrukowej jest podobny do składu farby fleksograficznej. Typowe grubości naniesienie farby na podłoże drukowe wynosi 20μk.